# Gorgone unanimis
Gorgone unanimis är en fjärilsart som beskrevs av Walker 1858. Gorgone unanimis ingår i släktet Gorgone och familjen nattflyn. Inga underarter finns listade i Catalogue of Life.